# Erica ciliaris
Bruyère ciliée
Espèce
Classification APG II (2003)
Synonymes
- Erica ciliata Bubani, 1899
- Ericodes ciliare (L.) Kuntze, 1898[1]

Statut de conservation UICN

 LC  : Préoccupation mineure
Erica ciliaris, la Bruyère ciliée, est une espèce de plantes à fleurs de type sous-arbrisseau, du genre Erica (bruyères), de la famille des Ericaceae.

## Description

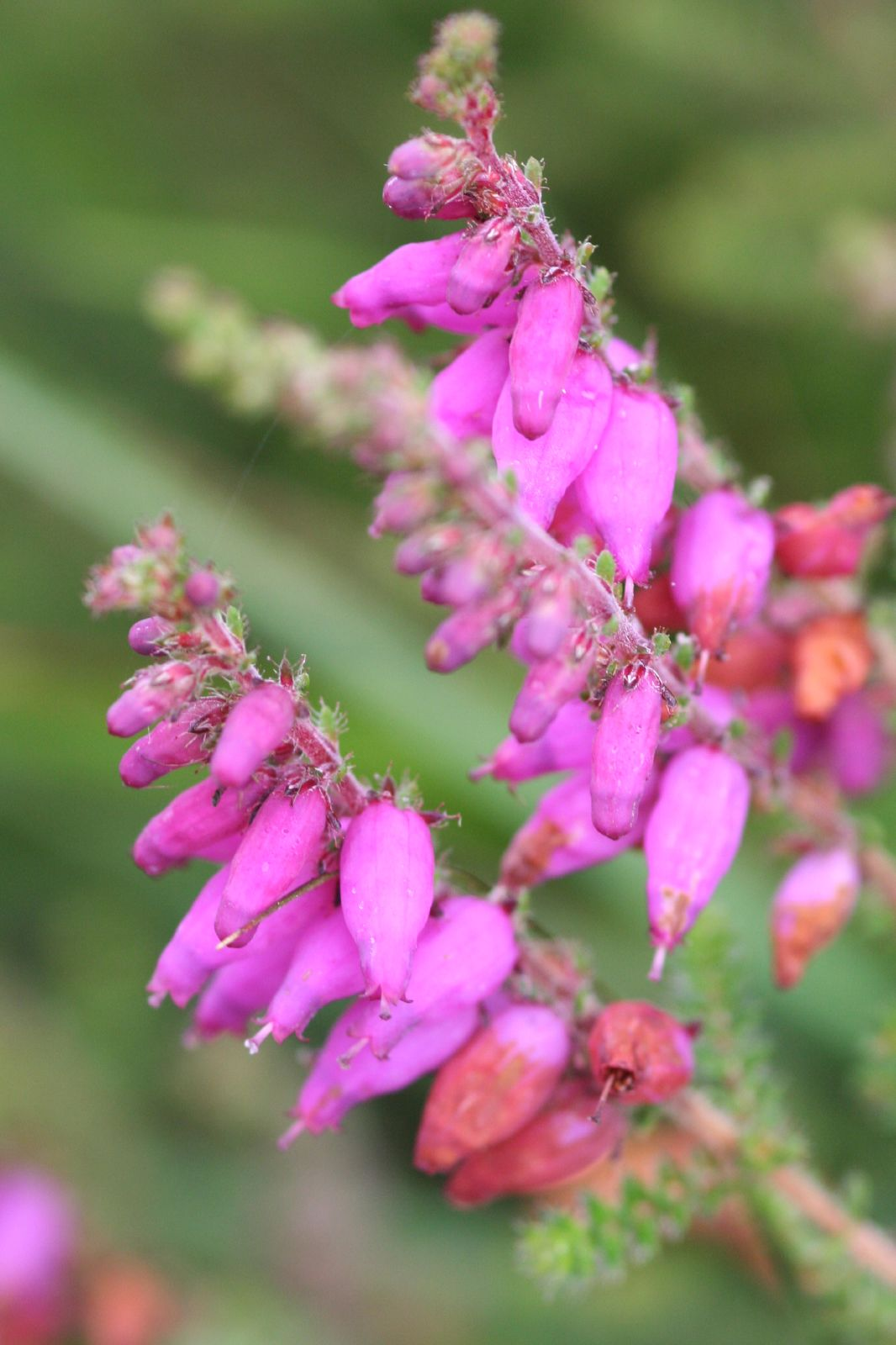
Fleurs.

### Appareil végétatif
La bruyère ciliée est un sous-arbrisseau à souche ligneuse épaisse ; les tiges aériennes ligneuses, dressées, sont tortueuses, très rameuses, arrondies, velues, à ramifications latérales grêles et hérissées. Les feuilles persistantes ovales-aiguës (longues de 2 à 4 mm), verticillées par 3 ou 4, sont bordées de cils raides, vert foncé dessus, velues dessous et sur les bords.

### Appareil reproducteur
L'inflorescence en grappe simple, plus ou moins allongée, est presque en épi de fleurs hermaphrodites, toutes tournées d'un même côté ; les fleurs sont grandes, très courtement pédicellées, régulières, purpurines. Le calice possède quatre sépales ; la corolle, en grelot allongé, est toujours bien plus longue que le calice ; corolle et calice sont persistants après la floraison et s'accroissent même encore un peu pendant que les fruits mûrissent. Il y a huit étamines cachées par la corolle, anthères dépourvues d'appendices s'ouvrant par des pores apicaux ; l'ovaire est supère. Le fruit est une capsule glabre, s'ouvrant à maturité par quatre valves.

### Confusions possibles
La Bruyère cendrée (Erica cinerea), qui a des fleurs de couleur voisine mais plus petites, est glabre ; la Bruyère à quatre angles (Erica tetralix), a des feuilles ciliées, mais des fleurs rose pâle. Contrairement à la bruyère cendrée (Erica cinerea), le style de la fleur de la bruyère ciliée dépasse la corolle et les feuilles de la bruyère ciliée sont velues sur la face inférieure et ciliées sur les bords.

## Caractéristiques
La floraison se déroule de juin à octobre. C'est une plante mellifère, à pollinisation entomophile, assurée souvent par de gros hyménoptères.

## Répartition
C'est une espèce à répartition ibéro-atlantique, présente surtout sur la partie occidentale de l'Europe, du Portugal à l'Irlande. En France, elle recouvre une grande partie de la façade ouest et sud-ouest du pays.

## Habitat et écologie

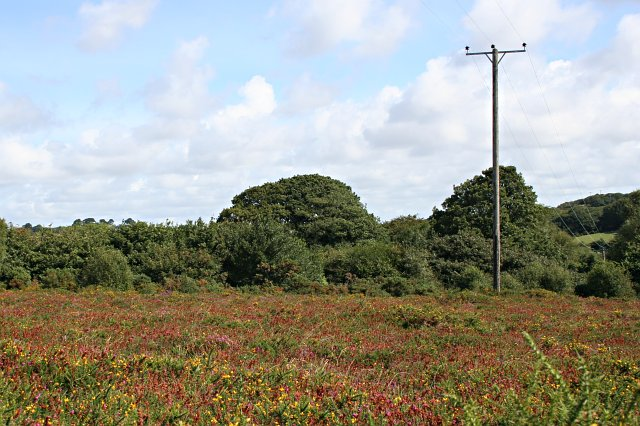
Lande peuplée de bruyères ciliées.

La bruyère ciliée est héliophile, mésohygrophile et acidiphile. Elle pousse dans les régions à hiver tempéré et humide, sur sols à pH acide, sables ou limons siliceux, plus ou moins tourbeux ; on la retrouve de l'étage collinéen jusqu'à 400 m d'altitude.
Elle pousse dans les landes humides, les bords de fossés et les sous-bois humides dans les forêts, sur sols siliceux.

## Menaces et conservation
L'espèce se maintient dans ses principales stations, et ne semble pas réellement en danger actuellement, à l'exception des stations marginales, particulièrement en Île-de-France. Comme beaucoup d'éricacées, les incendies de forêts et de landes sont préjudiciables à la Bruyère ciliée ; le boisement des landes est également facteur de régression, qu'il soit naturel (et très lent) ou, surtout, d'origine anthropique (et alors très rapide et catastrophique).